# Sofia Feltzing
Johanna Sofia Nikolina Feltzing, född 26 juni 1965 i Högsbo, är sedan 2011 professor i astronomi vid Lunds universitet. Hon disputerade 1996 vid Uppsala universitet på en avhandling om hur Vintergatans kemiska innehåll har förändrats med tiden. Feltzing var den första kvinnan som disputerade i astronomi i Uppsala och den tionde i Sverige. Från 1996 till 1998 var hon postdoc vid Royal Greenwich Observatory och Institute for Astronomy vid Cambridge University. År 1998 flyttade hon till institutionen för astronomi vid Lunds universitet. Institutionen lades ner 2022 varpå verksamheten flyttades Institutionen för teoretisk fysik.
Sofia Feltzings forskning handlar främst om att utläsa Vintergatans historia genom att studera innehållet i dess stjärnor. Hon har även studerat stjärnor i dvärgsfäroidgalaxer och klotformiga stjärnhopar.
2013 tilldelades Sofia Feltzing den Strömer-Ferrnerska belöningen av Kungliga Vetenskapsakademien: för hennes spektroskopiska och fotometriska studier som avgörande bidragit till en djupare förståelse av utvecklingen hos Vintergatan och dess omkringliggande galaxer.
År 2015 blev hon invald i Kungliga vetenskapsakademien andra klass som ledamot nummer 1681.